# .aq
.aq es el dominio de nivel superior geográfico (ccTLD) para la Antártida.